# Egon Reimers
Egon Reimers (* 30. Juli 1928 in Hamburg; † 5. März 1989) war ein deutscher Theaterschauspieler.

## Leben
Egon Reimers begann seine Bühnenlaufbahn in der Spielzeit 1961/62 als Schauspieler und Inspizient am Stadttheater Lüneburg. Es folgten Engagements am Kleinen Theater Heilbronn (1963–1965), am Theater Regensburg (1965–1967) und am Schlosstheater Celle (1967–1970). 
In den Spielzeiten 1971/72, 1972/73 (nur Teilspielzeit) und 1973/74 (nur Teilspielzeit) war er am Stadttheater Würzburg engagiert. In der Spielzeit 1973/74 gehörte er zum Ensemble des Westfälischen Landestheaters in Castrop-Rauxel.
Ab der Spielzeit 1974/75 war er an den Bühnen der Hansestadt Lübeck, ab der Spielzeit 1978/79 am Staatstheater Darmstadt verpflichtet. Sein letztes Engagement hatte er ab der Spielzeit 1982/83 bis zu seinem Tode als festes Ensemblemitglied am Saarländischen Staatstheater Saarbrücken, wo er unter anderem in dem Stück Der Weltverbesserer von Thomas Bernhard auftrat. In Saarbrücken spielte er unter der Regie von Wolfgang Engel auch den Sosias in der Tragikomödie Amphitryon (1985) und den Wirt in dem Lustspiel Minna von Barnhelm (Premiere: Spielzeit 1983/84).
Reimers wirkte im Fernsehen in einigen Serien mit, wo er jedoch ausschließlich als Nebendarsteller eingesetzt war. So spielte er in mehreren Folgen der Familienserie Diese Drombuschs, in zwei Folgen der Krimiserie Ein Fall für Zwei und einen Lehrer in der Serie Tod eines Schülers. In der Familienserie Bei Mudder Liesl mit Liesel Christ hatte er 1984 eine Episodenrolle. Unter der Regie von Heinz Schirk übernahm er 1988 auch eine Rolle in der Tatort-Folge Die Brüder.
Am 24. April 1982 war er als Schauspieler in der ARD-Samstagabendshow Einer wird gewinnen zu sehen.
Reimers arbeitete auch als Sprecher und Rezitator. 1984 wirkte er in einer Koproduktion des Saarländischen Rundfunks und von Radio Bremen in der Rolle des Kieneck in dem Science-Fiction-Original-Hörspiel Besessen vom Wie von Dieter Hasselblatt (1926–1997) mit; seine Partner waren unter anderem Peter Dirschauer, Erika Skrotzki und Klaus Herm. Bei einer szenischen Lesung des Dramas Fiorenza von Thomas Mann las er in Lübeck im Rahmen der Thomas-Mann-Festwoche an der Seite von Will Quadflieg (Lorenzo) und Johanna Liebeneiner (Fiore) die Rolle des Savonarola.

## Filmografie
- 1981: Tod eines Schülers
- 1982: Ein Fall für zwei: Brandstiftung
- 1984: Bei Mudder Liesl (Fernsehserie)
- 1985: Diese Drombuschs
- 1988: Tatort (Folge: Die Brüder)